# Neolithobius ethopus
Neolithobius ethopus är en mångfotingart som beskrevs av Chamberlin 1945. Neolithobius ethopus ingår i släktet Neolithobius och familjen stenkrypare. Inga underarter finns listade i Catalogue of Life.